# Якірний текст

Слово "Wikipedia" є якірним текстом у цьому гіперпосиланні.

Якірний текст (англ. Anchor text) — це видимий, клікабельний текст в гіперпосиланні. У веб-браузерах зазвичай він представлений у виді підкресленого тексту із синім кольором, хоча веб-дизайнер може це змінювати. Семантика якірного тексту важлива для пошукових систем, оскільки вона індикативна щодо вмісту цільової сторінки.
Зазвичай пошукові системи аналізують якірний текст гіперпосилань на веб-сторінках. Слова, що містяться в анкорному тексті, можуть визначати рейтинг, який сторінка отримає від пошукових систем. Інші сервіси також застосовують основні принципи аналізу якірного тексту. Наприклад, академічні пошукові системи можуть використовувати контекст цитування для класифікації академічних статей, а також можуть використовувати якірний текст з документів, на які є посилання в ментальних картах.

## Використання
Якірний текст використовується в інтернеті для перенаправлення користувачів на іншу веб-сторінку або місце на тій самій сторінці. Він є ключовим елементом HTML та є основним способом навігації по веб-сторінках. Якірний текст може вказувати на різноманітні види ресурсів, включаючи інші веб-сторінки, позиції на тій самій сторінці або файли, такі як pdf або графічні файли.
Якірний текст зазвичай надає користувачеві релевантну описову або контекстну інформацію про вміст місця призначення посилання. Прив’язний текст може бути або не бути пов’язаним із фактичним текстом URL-адреси посилання. Наприклад, гіперпосилання на домашню сторінку англомовної Вікіпедії може мати такий вигляд:
```
<a href="https://en.wikipedia.org/wiki/Main_Page">Вікіпедія</a>
```

«Вікіпедія» є прив’язним текстом у цьому прикладі. URL-адреса, на яку він вказує, — https://en.wikipedia.org/wiki/Main_Page. Повне гіперпосилання відображається на веб-сторінці, як Вікіпедія.

## Пошукова оптимізація
У контексті SEO (пошукової оптимізації), якірний текст важливий, оскільки пошукові системи використовують його для визначення тематики цільової сторінки. Однак, занадто інтенсивне використання ключових слів в якірному тексті може виглядати натуральним для пошукових систем, і вони можуть «штрафувати» веб-сторінку за так зване «перевантаження ключовими словами».
1. ↑  Aljaber, Bader; Stokes, Nicola; Bailey, James; Pei, Jian (1 квітня 2010). Document clustering of scientific texts using citation contexts. Information Retrieval (англ.). Т. 13, № 2. с. 101—131. doi:10.1007/s10791-009-9108-x. ISSN 1573-7659. Процитовано 14 липня 2023.